# Szu Si
Szu Si (Su Shi) (kínai írásjegyekkel: 蘇軾; 1036. január 8. – 1101. augusztus 24.) kínai költő, esszéíró, kalligráfus, festő és államférfi, a Szung (Song)-kori irodalom egyik legkiemelkedőbb alakja. Adott neve Cse-csan (Zizhan) 子瞻, tiszteleti neve Tung-po Csü-si (Dongpo Jushi) 東坡居士, vagyis „a Keleti Lejtőn Lakó Írástudó”, gyakran emlegetik  Szu Tung-po (Su Dongpo) 蘇東坡 néven is.

## Élete
Szu Si (Su Shi) az Omej (Emei) mellett, Mejsan (Meishan)ban született, a mai Szecsuan (Sichuan) tartomány területén. Testvére, Szu Csö (Su Zhe) 蘇轍 és apja, Szu Hszün (Su Xun) 蘇洵 is ismert írástudók voltak. Testvérével 1057-ben letették a legmagasabb fokú hivatalnoki vizsgát, és elérték a csin-si (jinshi) fokozatot, amely akkoriban előfeltétele volt a magasabb rangú hivatalok betöltésének.
 
A következő húsz évben Kína-szerte számos hivatalnoki pozíciót töltött be. A legjelentősebb ezek közül a hangcsou (hangzhou)i, ahol az ő felügyelete alatt készült el a róla elnevezett Sz-ti (Sudi) 蘇堤 gyalogos átkelőgát a Nyugati-tó felett.

Összeütközésbe került a Vang An-si (Wang Anshi) által vezette politikai irányzattal, amelynek hatalomra kerülésekor száműzték. Először 1080-1084 között Huangcsou (Huangzhou) (a mai Hupej (Hubei) tartományban), másodszor 1094-1100 között Hujcsou (Huizhou)ba (a mai Kuangtung (Guangdong) tartományban) és végül Hajnan (Hainan) szigetére. A hajnan (hainan)i Tung-po (Dongpo) Akadémia a száműzetésbeli lakóhelye egykori helyén épült meg. Hangcsou (Hangzhou)ban Szu Si (Su Shi) egy Tung-po (Dongpo) nevű ültetvényen élt, innen kapta tiszteleti nevét. Csangcsou (Changzhou)ban (a mai Csiangszu (Jiangsu) tartományban) halt meg.

## Munkássága

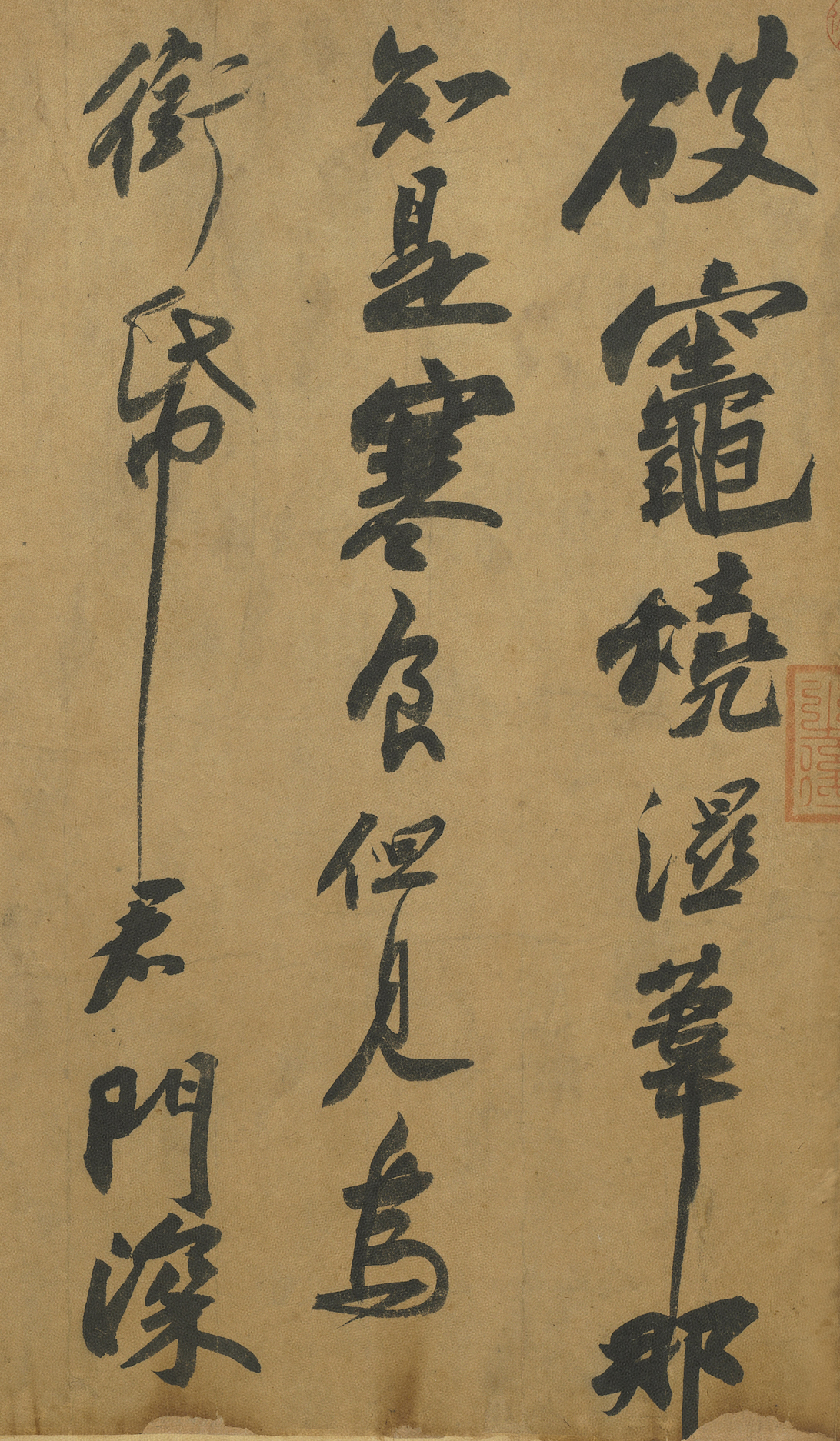
Su Shi kalligráfiája

A si (shi), ce (ci) és fu versformákban valamint a prózában, kalligráfiában és festőművészetben egyaránt kiemelkedőt alkotott. A kalligráfián alapuló, bambuszágakat és leveleket monokróm tussal ábrázoló képeivel a képzőművészet ezen ága később elterjedt divatjának – az úgynevezett irodalmi irányzatnak – az ősévé vált.

Versei nagy része (kb. 2400 vers) si (shi) formában íródott, de költői hírneve leginkább 350 ce (ci) formában írt költeményének köszönhető. Leküzdötte a ce (ci) kezdeti korszakára jellemző formalizmust, mondván: „A költészetben nincsenek merev szabályok: a költő, ha szólnia kell, szól, ha nincs mit mondania, akkor hallgat.” Írott és vizuális művészete egyaránt erőteljes, spontán, realista, és tele van természeti jelenségek valósághű ábrázolásával. Politikai tartalmú esszéket is írt, ilyen például a Liu-hou-lun (Liuhoulun) 留侯論.

### Ismertebb versei
- Az úgynevezett első és második „cse-pi fu (chibi fu)”
  - Cse-pi fu (Chibi fu) 赤壁賦 (magyarul: „Fu a Vörös Szikláról”) – ezt első száműzetése alatt írta
  - Nien nu csiao, Cse-pi huaj ku (Nian Nu Jiao: Chibi Huai Gu) 念奴嬌.赤壁懷古, („Emlékezés a Vörös Falnál, a Nien nu csiao (Nian nu jiao) dallamára”)
- Suj tiao ko tou (Shui diao ge tou) 水調歌頭 („Emlékezés Szu Csö (Su Zhe)re az Őszközép-ünnep idején”)